# Desmiphora boliviana
Desmiphora boliviana là một loài bọ cánh cứng trong họ Cerambycidae.